# Археологический музей Стамбула
Археологический музей Стамбула (тур. İstanbul Arkeoloji Müzesi) — комплекс из трёх археологических музеев (Археологический музей, музей Древнего Востока и Изразцового павильона) в районе Эминёню Стамбула, (Турция), рядом с парком Гюльхане и дворцом Топкапы. В музее представлено более миллиона экспонатов различных эпох и культур.

## Описание

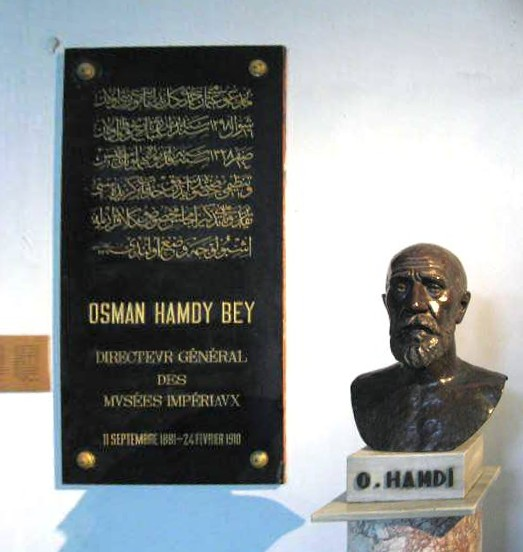
Памятная табличка в честь Османа Хамди-бея в фойе главного здания (Археологический музей)

Музей основан в конце XIX века по инициативе видного турецкого живописца и археолога Османа Хамди-бея. Часть экспозиции прежде хранилась в церкви Св. Ирины. Строительство основного здания в стиле классицизма началось в 1881 году по проекту франко-турецкого архитектора Александра Воллори и окончательно завершилось в 1902 году. Открытие музея состоялось 13 июня 1891 года. В 1903 году и 1907 году к нему были добавлены правое и левое крыло, в результате чего здание обрело свой нынешний облик.
В здании, которое в настоящее время занимает музей Древнего Востока, первоначально находилась Школа изобразительных искусств. Позднее оно было перепланировано под музей, открытие которого состоялось в 1935 году. В 1963 году музей Древнего Востока был закрыт для посещения и после реставрации был открыт вновь в 1974 году.
Изразцовый павильон был воздвигнут ещё в 1472 году по приказу султана Мехмеда II Завоевателя и является одним из старейших памятников османской архитектуры, сохранившихся в Стамбуле. С 1885 по 1891 годы в его помещении располагался Имперский музей, затем с 1953 года внутри него находился музей турецкого и исламского искусства, а в 1981 году изразцовый павильон был присоединен к комплексу археологического музея.

## Экспонаты

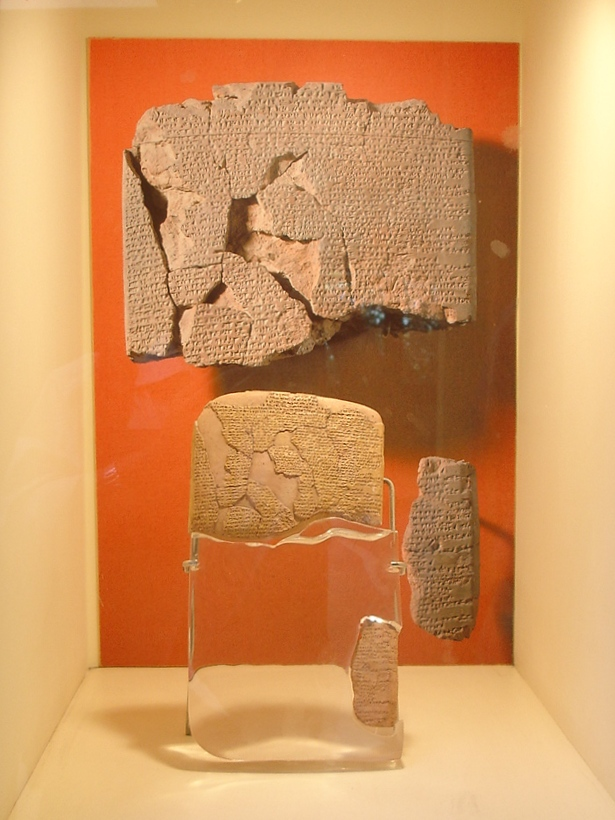
Фрагменты таблички с мирным договором между Египтом и Хеттским царством

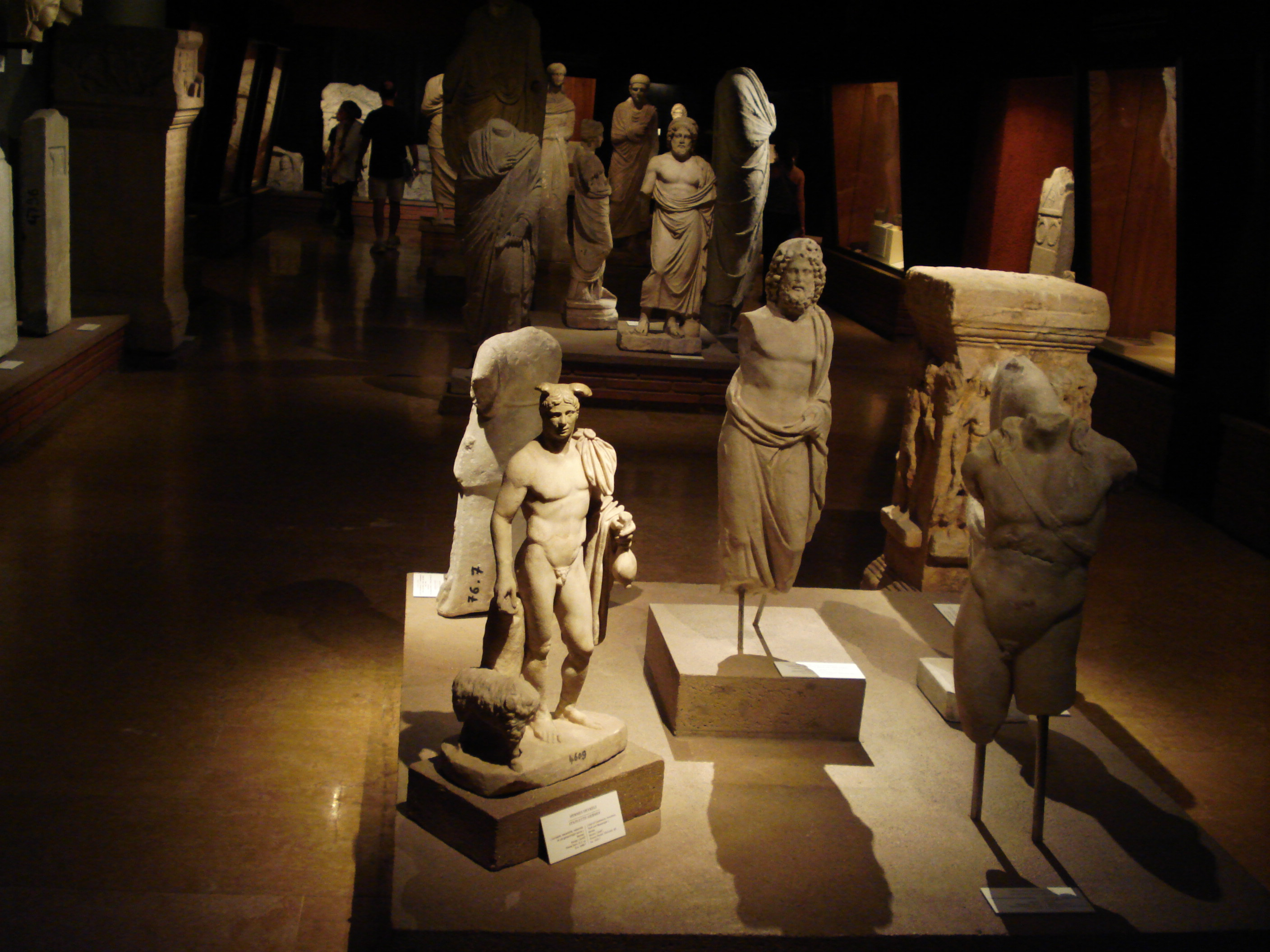
Древнегреческая экспозиция

Экспозиция музея содержит внушительное количество бесценных экспонатов. Наиболее значительные из них:
- Сидонский саркофаг со сценами из жизни Александра Македонского
- Саркофаг плакальщиц из некрополя в Сидоне
- Саркофаг Табнита
- Саркофаг сатрапа
- Ликийское надгробие
- Статуя Эфеба
- Фрагменты статуй из храма Зевса в Пергаме
- Статуя льва, единственный оставшийся в Турции предмет из мавзолея в Галикарнасе
- Голова змеи от колонны с площади Ахмедие
- Статуя богини Кибелы
- Бюсты Зевса и Александра Македонского
- Фрагменты храма Афины из Ассоса
- Артефакты, обнаруженные при раскопках Трои
- 800 тысяч оттоманских монет, печатей, орденов и медалей
- Табличка (одна из трёх известных) с мирным соглашением (первым в мировой истории)[2], заключённым после битвы при Кадеше между египетским фараоном Рамсесом II и хеттским царём Хаттусили III
- Обелиск царя Ассирии Адад-нирари III
- Коллекция клинописных табличек, содержащая около 75 тысяч документов
- Артефакты древних цивилизаций Малой Азии, Месопотамии, Аравийского полуострова и Египта
- Силоамская надпись из туннеля Езекии в Иерусалиме
- Календарь из Гезера